# Scarred (pjesma)
"Scarred" je deseta pjesma s albuma Awake (izdan 1994. godine) američkog progresivnog metal sastava Dream Theater. Ujedno je to i najdlulja skladba s albuma Awake. Tekst pjesme napisao je John Petrucci.

## Izvođači
- James LaBrie - vokali
- John Petrucci - električna gitara
- John Myung - bas-gitara
- Mike Portnoy - bubnjevi
- Kevin Moore - klavijature

## Vanjske poveznice
Službene stranice sastava Dream Theater